# Lars Olsen
Lars Christian Olsen (Glostrup, 2 febbraio 1961) è un allenatore di calcio, ex calciatore ed ex giocatore di calcio a 5 danese, di ruolo difensore.
Con la nazionale danese si è laureato campione d'Europa nel 1992.

## Carriera

### Club
Olsen iniziò a giocare nel 1979 nella squadra della sua città natale, il Glostrup IF 32, collezionando anche diverse presenze nelle Nazionali danesi giovanili. Nel 1981 si trasferì in Prima Divisione passando al Køge nel 1985 al Brøndby. Alla sua prima stagione vinse il campionato danese e si ripeté nel 1987, nel 1988, nel 1990 e nel 1991. Vinse anche una Coppa di Danimarca nel 1989.
Nel 1991 Olsen decise di lasciare il Brøndby per trasferirsi in Turchia, nel Trabzonspor. Con la squadra turca vinse la Coppa di Turchia nel 1992. Dopo il vittorioso Europeo 1992 firmò per i belgi del Sérésien e nel 1994 per gli svizzeri del Basilea. Tornò di nuovo al Brøndby nel 1996, dove concluse la sua carriera conquistando il quinto campionato danese.

### Nazionale
Olsen fu chiamato per la prima volta in Nazionale dal CT Sepp Piontek nell'aprile del 1986 e debuttò contro la Bulgaria (0-3). Fu convocato per l'Europeo 1988, dove partì come riserva. Olsen entrò come sostituto nella prima partita disputata dalla Danimarca e giocò come titolare le altre due del girone, che si concluse con l'eliminazione dei danesi. Con la nazionale di calcio a 5 ha disputato il FIFA Futsal World Championship 1989 in cui la selezione danese è stata eliminata nel girone del primo turno comprendente Paesi Bassi, Paraguay e Algeria. Nel 1992 fu chiamato per l'Europeo 1992 disputatosi in Svezia. Olsen fu scelto come capitano della squadra che, sotto la guida di Møller Nielsen vinse quella competizione, primo successo della Nazionale danese.
Dopo aver perso la Nazionale durante il periodo trascorso a Basilea, fu richiamato nell'aprile 1996 e in seguito fu scelto tra i 22 che avrebbero dovuto difendere in Inghilterra il titolo conquistato quattro anni prima. Olsen, tuttavia, non giocò alcuna partita in quell'edizione dell'Europeo che vide la Danimarca eliminata dopo la fase a gironi. In Nazionale, tra il 1986 e il 1996, ha collezionato 84 partite e realizzato 4 reti.

### Allenatore
Dopo essersi ritirato dal calcio giocato, Olsen allenò diverse selezioni del Brøndby: la squadra riserve, le giovanili e fu anche vice-allenatore nella prima squadra.
Nel 2003 passò alla guida del Randers che militava nella seconda serie del campionato danese. Con il Randers conquistò la promozione in Superligaen nella prima stagione, ma l'anno dopo la squadra retrocedette nuovamente. Olsen rimase alla guida della squadra e la stagione seguente vinse la Coppa di Danimarca e ottenne una seconda promozione.
Nell'estate 2007 decise di lasciare il Randers per allenare l'Odense, anch'esso in Superligaen.

## Statistiche

### Cronologia presenze e reti in nazionale
| Cronologia completa delle presenze e delle reti in nazionale ― Danimarca | Cronologia completa delle presenze e delle reti in nazionale ― Danimarca | Cronologia completa delle presenze e delle reti in nazionale ― Danimarca | Cronologia completa delle presenze e delle reti in nazionale ― Danimarca | Cronologia completa delle presenze e delle reti in nazionale ― Danimarca | Cronologia completa delle presenze e delle reti in nazionale ― Danimarca | Cronologia completa delle presenze e delle reti in nazionale ― Danimarca | Cronologia completa delle presenze e delle reti in nazionale ― Danimarca |
| Data                                                                     | Città                                                                    | In casa                                                                  | Risultato                                                                | Ospiti                                                                   | Competizione                                                             | Reti                                                                     | Note                                                                     |
| ------------------------------------------------------------------------ | ------------------------------------------------------------------------ | ------------------------------------------------------------------------ | ------------------------------------------------------------------------ | ------------------------------------------------------------------------ | ------------------------------------------------------------------------ | ------------------------------------------------------------------------ | ------------------------------------------------------------------------ |
| 9-4-1986                                                                 | Sofia                                                                    | Bulgaria                                                                 | 3 – 0                                                                    | Danimarca                                                                | Amichevole                                                               | -                                                                        |                                                                          |
| 20-5-1987                                                                | Livadeia                                                                 | Grecia olimpica                                                          | 0 – 5                                                                    | Danimarca olimpica                                                       | Qual. Olimpiadi 1988                                                     | -                                                                        |                                                                          |
| 10-6-1987                                                                | Aalborg                                                                  | Danimarca olimpica                                                       | 8 – 0                                                                    | Romania olimpica                                                         | Qual. Olimpiadi 1988                                                     | 1                                                                        |                                                                          |
| 26-8-1987                                                                | Stoccolma                                                                | Svezia                                                                   | 1 – 0                                                                    | Danimarca                                                                | Amichevole                                                               | -                                                                        |                                                                          |
| 3-9-1987                                                                 | Cluj-Napoca                                                              | Romania olimpica                                                         | 1 – 2                                                                    | Danimarca olimpica                                                       | Qual. Olimpiadi 1988                                                     | 1                                                                        | cap.                                                                     |
| 23-9-1987                                                                | Stoccarda                                                                | Germania Ovest                                                           | 1 – 0                                                                    | Danimarca                                                                | Amichevole                                                               | -                                                                        | 80’                                                                      |
| 14-10-1987                                                               | Copenaghen                                                               | Danimarca                                                                | 1 – 0                                                                    | Galles                                                                   | Qual. Euro 1988                                                          | -                                                                        |                                                                          |
| 28-10-1987                                                               | Stettino                                                                 | Polonia olimpica                                                         | 0 – 2                                                                    | Danimarca olimpica                                                       | Qual. Olimpiadi 1988                                                     | -                                                                        | cap.                                                                     |
| 18-11-1987                                                               | Aarhus                                                                   | Danimarca olimpica                                                       | 0 – 1                                                                    | Germania Ovest olimpica                                                  | Qual. Olimpiadi 1988                                                     | -                                                                        | cap.                                                                     |
| 30-3-1988                                                                | Osnabrück                                                                | Germania Ovest olimpica                                                  | 1 – 1                                                                    | Danimarca olimpica                                                       | Qual. Olimpiadi 1988                                                     | -                                                                        | cap.                                                                     |
| 20-4-1988                                                                | Aalborg                                                                  | Danimarca olimpica                                                       | 4 – 0                                                                    | Grecia olimpica                                                          | Qual. Olimpiadi 1988                                                     | -                                                                        | cap.                                                                     |
| 27-4-1988                                                                | Vienna                                                                   | Austria                                                                  | 1 – 0                                                                    | Danimarca                                                                | Amichevole                                                               | -                                                                        | 65’                                                                      |
| 18-5-1988                                                                | Aarhus                                                                   | Danimarca olimpica                                                       | 3 – 0                                                                    | Polonia olimpica                                                         | Qual. Olimpiadi 1988                                                     | -                                                                        | cap.                                                                     |
| 1-6-1988                                                                 | Aarhus                                                                   | Danimarca                                                                | 0 – 1                                                                    | Cecoslovacchia                                                           | Amichevole                                                               | -                                                                        | 46’                                                                      |
| 5-6-1988                                                                 | Odense                                                                   | Danimarca                                                                | 3 – 1                                                                    | Belgio                                                                   | Amichevole                                                               | -                                                                        | 65’                                                                      |
| 11-6-1988                                                                | Hannover                                                                 | Spagna                                                                   | 3 – 2                                                                    | Danimarca                                                                | Euro 1988 - 1º turno                                                     | -                                                                        | 66’                                                                      |
| 14-6-1988                                                                | Gelsenkirchen                                                            | Germania Ovest                                                           | 2 – 0                                                                    | Danimarca                                                                | Euro 1988 - 1º turno                                                     | -                                                                        |                                                                          |
| 17-6-1988                                                                | Colonia                                                                  | Italia                                                                   | 2 – 0                                                                    | Danimarca                                                                | Euro 1988 - 1º turno                                                     | -                                                                        |                                                                          |
| 31-8-1988                                                                | Stoccolma                                                                | Svezia                                                                   | 1 – 2                                                                    | Danimarca                                                                | Amichevole                                                               | -                                                                        | cap.                                                                     |
| 14-9-1988                                                                | Londra                                                                   | Inghilterra                                                              | 1 – 0                                                                    | Danimarca                                                                | Amichevole                                                               | -                                                                        | cap.                                                                     |
| 28-9-1988                                                                | Copenaghen                                                               | Danimarca                                                                | 1 – 0                                                                    | Islanda                                                                  | Amichevole                                                               | -                                                                        | cap.                                                                     |
| 19-10-1988                                                               | Amarousio                                                                | Grecia                                                                   | 1 – 1                                                                    | Danimarca                                                                | Qual. Mondiali 1990                                                      | -                                                                        | cap.                                                                     |
| 2-11-1988                                                                | Copenaghen                                                               | Danimarca                                                                | 1 – 1                                                                    | Bulgaria                                                                 | Qual. Mondiali 1990                                                      | -                                                                        | cap.                                                                     |
| 8-2-1989                                                                 | Ta' Qali                                                                 | Malta                                                                    | 0 – 2                                                                    | Danimarca                                                                | Amichevole                                                               | -                                                                        | cap.                                                                     |
| 10-2-1989                                                                | Ta' Qali                                                                 | Finlandia                                                                | 0 – 0                                                                    | Danimarca                                                                | Amichevole                                                               | -                                                                        | cap.                                                                     |
| 12-2-1989                                                                | Ta' Qali                                                                 | Algeria                                                                  | 0 – 0                                                                    | Danimarca                                                                | Amichevole                                                               | -                                                                        | cap.                                                                     |
| 22-2-1989                                                                | Pisa                                                                     | Italia                                                                   | 1 – 0                                                                    | Danimarca                                                                | Amichevole                                                               | -                                                                        | cap.                                                                     |
| 12-4-1989                                                                | Aalborg                                                                  | Danimarca                                                                | 2 – 0                                                                    | Canada                                                                   | Amichevole                                                               | -                                                                        | cap.                                                                     |
| 26-4-1989                                                                | Sofia                                                                    | Bulgaria                                                                 | 0 – 2                                                                    | Danimarca                                                                | Qual. Mondiali 1990                                                      | -                                                                        |                                                                          |
| 17-5-1989                                                                | Copenaghen                                                               | Danimarca                                                                | 7 – 1                                                                    | Grecia                                                                   | Qual. Mondiali 1990                                                      | -                                                                        | cap.                                                                     |
| 7-6-1989                                                                 | Copenaghen                                                               | Danimarca                                                                | 1 – 1                                                                    | Inghilterra                                                              | Amichevole                                                               | -                                                                        | cap.                                                                     |
| 14-6-1989                                                                | Copenaghen                                                               | Danimarca                                                                | 6 – 0                                                                    | Svezia                                                                   | Amichevole                                                               | -                                                                        | cap.                                                                     |
| 18-6-1989                                                                | Copenaghen                                                               | Danimarca                                                                | 4 – 0                                                                    | Brasile                                                                  | Amichevole                                                               | 1                                                                        |                                                                          |
| 23-8-1989                                                                | Bruges                                                                   | Belgio                                                                   | 3 – 0                                                                    | Danimarca                                                                | Amichevole                                                               | -                                                                        | cap.                                                                     |
| 6-9-1989                                                                 | Amsterdam                                                                | Paesi Bassi                                                              | 2 – 2                                                                    | Danimarca                                                                | Amichevole                                                               | -                                                                        | cap.                                                                     |
| 11-10-1989                                                               | Copenaghen                                                               | Danimarca                                                                | 3 – 0                                                                    | Romania                                                                  | Qual. Mondiali 1990                                                      | -                                                                        | cap.                                                                     |
| 15-11-1989                                                               | Bucarest                                                                 | Romania                                                                  | 3 – 1                                                                    | Danimarca                                                                | Qual. Mondiali 1990                                                      | -                                                                        | cap.                                                                     |
| 5-2-1990                                                                 | Dubai                                                                    | Emirati Arabi Uniti                                                      | 1 – 1                                                                    | Danimarca                                                                | Amichevole                                                               | -                                                                        | cap.                                                                     |
| 14-2-1990                                                                | Il Cairo                                                                 | Egitto                                                                   | 0 – 0                                                                    | Danimarca                                                                | Amichevole                                                               | -                                                                        | cap.                                                                     |
| 11-4-1990                                                                | Copenaghen                                                               | Danimarca                                                                | 1 – 0                                                                    | Turchia                                                                  | Amichevole                                                               | -                                                                        | cap.                                                                     |
| 15-5-1990                                                                | Londra                                                                   | Inghilterra                                                              | 1 – 0                                                                    | Danimarca                                                                | Amichevole                                                               | -                                                                        | cap.                                                                     |
| 30-5-1990                                                                | Kaiserslautern                                                           | Germania Ovest                                                           | 1 – 0                                                                    | Danimarca                                                                | Amichevole                                                               | -                                                                        | cap.                                                                     |
| 5-9-1990                                                                 | Västerås                                                                 | Svezia                                                                   | 0 – 1                                                                    | Danimarca                                                                | Amichevole                                                               | -                                                                        | cap.                                                                     |
| 11-9-1990                                                                | Copenaghen                                                               | Danimarca                                                                | 1 – 0                                                                    | Galles                                                                   | Amichevole                                                               | -                                                                        | cap.                                                                     |
| 10-10-1990                                                               | Copenaghen                                                               | Danimarca                                                                | 4 – 1                                                                    | Fær Øer                                                                  | Qual. Euro 1992                                                          | -                                                                        | cap.                                                                     |
| 17-10-1990                                                               | Belfast                                                                  | Irlanda del Nord                                                         | 1 – 1                                                                    | Danimarca                                                                | Qual. Euro 1992                                                          | -                                                                        | cap.                                                                     |
| 14-11-1990                                                               | Copenaghen                                                               | Danimarca                                                                | 0 – 2                                                                    | Jugoslavia                                                               | Qual. Euro 1992                                                          | -                                                                        | cap.                                                                     |
| 1-5-1991                                                                 | Belgrado                                                                 | Jugoslavia                                                               | 1 – 2                                                                    | Danimarca                                                                | Qual. Euro 1992                                                          | -                                                                        | cap.                                                                     |
| 5-6-1991                                                                 | Odense                                                                   | Danimarca                                                                | 2 – 1                                                                    | Austria                                                                  | Qual. Euro 1992                                                          | -                                                                        | cap.                                                                     |
| 12-6-1991                                                                | Malmö                                                                    | Italia                                                                   | 2 – 0                                                                    | Danimarca                                                                | Amichevole                                                               | -                                                                        | cap.                                                                     |
| 15-6-1991                                                                | Norrköping                                                               | Svezia                                                                   | 4 – 0 dts                                                                | Danimarca                                                                | Amichevole                                                               | -                                                                        | cap.                                                                     |
| 4-9-1991                                                                 | Reykjavík                                                                | Islanda                                                                  | 0 – 0                                                                    | Danimarca                                                                | Amichevole                                                               | -                                                                        | cap.                                                                     |
| 25-9-1991                                                                | Landskrona                                                               | Fær Øer                                                                  | 0 – 4                                                                    | Danimarca                                                                | Qual. Euro 1992                                                          | -                                                                        | cap.                                                                     |
| 9-10-1991                                                                | Vienna                                                                   | Austria                                                                  | 0 – 3                                                                    | Danimarca                                                                | Qual. Euro 1992                                                          | -                                                                        | cap.                                                                     |
| 13-11-1991                                                               | Odense                                                                   | Danimarca                                                                | 2 – 1                                                                    | Irlanda del Nord                                                         | Qual. Euro 1992                                                          | -                                                                        | cap.                                                                     |
| 8-4-1992                                                                 | Ankara                                                                   | Turchia                                                                  | 2 – 1                                                                    | Danimarca                                                                | Amichevole                                                               | -                                                                        | cap.                                                                     |
| 3-6-1992                                                                 | Brøndby                                                                  | Danimarca                                                                | 1 – 1                                                                    | Comunità degli Stati Indipendenti                                        | Amichevole                                                               | -                                                                        | cap.                                                                     |
| 11-6-1992                                                                | Malmö                                                                    | Danimarca                                                                | 0 – 0                                                                    | Inghilterra                                                              | Euro 1992 - 1º turno                                                     | -                                                                        | cap.                                                                     |
| 14-6-1992                                                                | Solna                                                                    | Svezia                                                                   | 1 – 0                                                                    | Danimarca                                                                | Euro 1992 - 1º turno                                                     | -                                                                        | cap.                                                                     |
| 17-6-1992                                                                | Malmö                                                                    | Francia                                                                  | 1 – 2                                                                    | Danimarca                                                                | Euro 1992 - 1º turno                                                     | -                                                                        | cap.                                                                     |
| 22-6-1992                                                                | Göteborg                                                                 | Paesi Bassi                                                              | 2 – 2 dts (4 – 5 dtr)                                                    | Danimarca                                                                | Euro 1992 - Semifinale                                                   | -                                                                        | cap.                                                                     |
| 26-6-1992                                                                | Göteborg                                                                 | Danimarca                                                                | 2 – 0                                                                    | Germania                                                                 | Euro 1992 - Finale                                                       | -                                                                        | cap.                                                                     |
| 26-8-1992                                                                | Riga                                                                     | Lettonia                                                                 | 0 – 0                                                                    | Danimarca                                                                | Qual. Mondiali 1994                                                      | -                                                                        | cap.                                                                     |
| 9-9-1992                                                                 | Copenaghen                                                               | Danimarca                                                                | 1 – 2                                                                    | Germania                                                                 | Amichevole                                                               | -                                                                        | cap.                                                                     |
| 23-9-1992                                                                | Vilnius                                                                  | Lituania                                                                 | 0 – 0                                                                    | Danimarca                                                                | Qual. Mondiali 1994                                                      | -                                                                        | cap.                                                                     |
| 14-10-1992                                                               | Copenaghen                                                               | Danimarca                                                                | 0 – 0                                                                    | Irlanda                                                                  | Qual. Mondiali 1994                                                      | -                                                                        | cap.                                                                     |
| 18-11-1992                                                               | Belfast                                                                  | Irlanda del Nord                                                         | 0 – 1                                                                    | Danimarca                                                                | Qual. Mondiali 1994                                                      | -                                                                        | cap.                                                                     |
| 24-2-1993                                                                | Mar del Plata                                                            | Argentina                                                                | 1 – 1                                                                    | Danimarca                                                                | Amichevole                                                               | -                                                                        | cap.                                                                     |
| 31-3-1993                                                                | Copenaghen                                                               | Danimarca                                                                | 1 – 0                                                                    | Spagna                                                                   | Qual. Mondiali 1994                                                      | -                                                                        | cap.                                                                     |
| 14-4-1993                                                                | Copenaghen                                                               | Danimarca                                                                | 2 – 0                                                                    | Lettonia                                                                 | Qual. Mondiali 1994                                                      | -                                                                        | cap.                                                                     |
| 28-4-1993                                                                | Dublino                                                                  | Irlanda                                                                  | 1 – 1                                                                    | Danimarca                                                                | Qual. Mondiali 1994                                                      | -                                                                        | cap. 20’                                                                 |
| 2-6-1993                                                                 | Copenaghen                                                               | Danimarca                                                                | 4 – 0                                                                    | Albania                                                                  | Qual. Mondiali 1994                                                      | -                                                                        | cap.                                                                     |
| 25-8-1993                                                                | Copenaghen                                                               | Danimarca                                                                | 4 – 0                                                                    | Lituania                                                                 | Qual. Mondiali 1994                                                      | 1                                                                        | cap.                                                                     |
| 8-9-1993                                                                 | Tirana                                                                   | Albania                                                                  | 0 – 1                                                                    | Danimarca                                                                | Qual. Mondiali 1994                                                      | -                                                                        | cap.                                                                     |
| 13-10-1993                                                               | Copenaghen                                                               | Danimarca                                                                | 1 – 0                                                                    | Irlanda del Nord                                                         | Qual. Mondiali 1994                                                      | -                                                                        | cap.                                                                     |
| 17-11-1993                                                               | Siviglia                                                                 | Spagna                                                                   | 1 – 0                                                                    | Danimarca                                                                | Qual. Mondiali 1994                                                      | -                                                                        | cap.                                                                     |
| 9-3-1994                                                                 | Londra                                                                   | Inghilterra                                                              | 1 – 0                                                                    | Danimarca                                                                | Amichevole                                                               | -                                                                        | cap.                                                                     |
| 20-4-1994                                                                | Copenaghen                                                               | Danimarca                                                                | 3 – 1                                                                    | Ungheria                                                                 | Amichevole                                                               | -                                                                        | cap.                                                                     |
| 26-5-1994                                                                | Copenaghen                                                               | Danimarca                                                                | 1 – 0                                                                    | Svezia                                                                   | Amichevole                                                               | -                                                                        | cap.                                                                     |
| 1-6-1994                                                                 | Oslo                                                                     | Norvegia                                                                 | 2 – 1                                                                    | Danimarca                                                                | Amichevole                                                               | -                                                                        | cap. 46’                                                                 |
| 7-9-1994                                                                 | Skopje                                                                   | Macedonia                                                                | 1 – 1                                                                    | Danimarca                                                                | Qual. Euro 1996                                                          | -                                                                        | cap.                                                                     |
| 12-10-1994                                                               | Copenaghen                                                               | Danimarca                                                                | 3 – 1                                                                    | Belgio                                                                   | Qual. Euro 1996                                                          | -                                                                        | cap.                                                                     |
| 16-11-1994                                                               | Barcellona                                                               | Spagna                                                                   | 3 – 0                                                                    | Danimarca                                                                | Qual. Euro 1996                                                          | -                                                                        | cap.                                                                     |
| 24-4-1996                                                                | Copenaghen                                                               | Danimarca                                                                | 2 – 0                                                                    | Scozia                                                                   | Amichevole                                                               | -                                                                        |                                                                          |
| Totale                                                                   |                                                                          | Presenze                                                                 | 84                                                                       |                                                                          | Reti                                                                     | 4                                                                        |                                                                          |

## Palmarès

### Giocatore

#### Club
- Campionato danese: 6

Brøndby: 1985, 1987, 1988, 1990, 1991, 1995-1996
- Coppa di Danimarca: 1

Brøndby: 1988-1989
- Coppa di Turchia: 1

Trabzonspor: 1991-1992

#### Nazionale
- Campionato d'Europa: 1

Svezia 1992

#### Individuale
- Calciatore danese dell'anno: 1

1988

### Allenatore
- Coppa di Danimarca: 1

Randers: 2005-2006